# Dion Bailey
Dion Bailey (* 2. März 1992 in Carson, Kalifornien) ist ein ehemaliger US-amerikanischer American-Football-Spieler. Er spielte auf der Position des Safety für die New York Jets und Seattle Seahawks in der National Football League (NFL).

## NFL

### Seattle Seahawks
Nachdem Bailey im NFL Draft 2014 nicht ausgewählt wurde, verpflichteten ihn am 10. Mai 2015 die Seattle Seahawks. Am 5. August 2014 wurde Bailey von den Seahawks entlassen, verpflichteten ihn aber am folgenden Tag, setzten ihn aber auf die Injured Reserve List. Am 5. November 2014 versetzten ihn die Seahawks in ihren Practice Squad, entließen ihn aber bereits am 18. Dezember 2014. Am 23. Dezember 2014 verpflichteten sie ihn erneut für den Practice Squad. Am 4. Februar 2015 wurde sein Vertrag von den Seattle Seahawks verlängert. Am ersten Spieltag der Saison 2015 bestritt er als Starter sein erstes NFL-Spiel, wurde aber bereits in Woche zwei durch DeShawn Shead ersetzt. Am 26. September 2015 entließen ihn die Seahawks um Platz für Kam Chancellor zu machen.

### New York Jets
Am 28. September 2015 verpflichteten die New York Jets Bailey. Er spielte in fünf Spielen und erzielte einen halben Sacks. Am 30. August 2016 wurde er entlassen.